# Leopold Damrosch
Leopold Damrosch, né le 22 octobre 1832 et mort le 15 février 1885 , est un chef d'orchestre et compositeur prusso-américain.

## Biographie
Damrosch est né à Posen, en grand-duché de Posen. Il est le fils de Heinrich Damrosch. Son père était juif et sa mère luthérienne. Leopold Damrosch fut baptisé luthérien en épousant sa femme, l'ancienne chanteuse d'opéra Helene von Heimburg,,.

### Formation
Damrosch commence son éducation musicale à neuf ans, par le violon, contre la volonté de ses parents qui voulaient qu'il devienne médecin. Pour céder aux souhaits de ses parents, il entre à l'université de Berlin et obtient son doctorat en médecine. Pendant son temps libre néanmoins, il étudie le violon avec Franz Ries et la basse continue avec Whilhelm Siegfried Dehn et Bohmer. Après avoir obtenu son diplôme, Damrosch décide de consacrer sa vie et son énergie à la musique. Il devient célèbre en tant que violoniste et commence à jouer pour un large public dans de nombreuses grandes villes allemandes, dont Berlin et Hambourg. À Weimar, il est reçu par Franz Liszt, qui le nomme violoniste solo dans l'orchestre ducal.
Liszt lui dédie un de ses poèmes symphoniques, Tasso, Lamento e Trionfo.
Damrosch apparaît en tant que chef d'orchestre lors de la saison 1859 à Breslau. En raison du succès, il dirige la Philharmonie pendant trois ans. En 1862 Damrosch fonde une société symphonique de Breslau avec un orchestre de quatre-vingts musiciens, modelé sur les concerts du Gewandhaus de Leipzig.
Avec la renommée de l'orchestre dans toute l'Allemagne, Damrosch est invité par Liszt à diriger plusieurs concerts, ainsi que Wagner  qui l'invite à conduire ses compositions pendant l'hiver 1867.

### Amérique
En 1871, Damrosch émigre aux États-Unis, à l'invitation de la Société Arion de New York. Il dirige pour la première fois au Steinway Hall, le 6 mai 1871 en tant que chef d'orchestre, compositeur et violoniste. Il participe à de nombreux concerts pendant cette période et en 1873, il fonde l'Oratorio Society à New York. Le premier concert de cette association se composait d'un programme d'œuvres de Jean-Sébastien Bach, Georg Friedrich Haendel, Giovanni Pierluigi da Palestrina et d'autres compositeurs baroques. En 1874 Damrosch donne un autre concert à l'Oratorio Society, le premier avec un orchestre complet, composé du Samson de Haendel. Pour Noël la même année, c'est le Messiah qui est donné.
En 1877 Leopold Damrosch, en lien avec des personnes intéressées par la musique orchestrale, fonde la Société symphonique. Cette société est devenue étroitement identifiée avec l'Oratorio Society et plusieurs représentations conjointes ont été organisées. La coopération de ces sociétés a atteint son apogée dans le grand « festival de musique » qui a eu lieu dans l'arsenal du 7e régiment à New York, du 3 au 7 mai 1881. Le chœur de 1 200 chanteurs, le corps principal étant l'Oratorio Society, qui a été complétée par diverses chorales des villes voisines. Un chœur supplémentaire de 1 000 jeunes filles du Collège normal et de 250 garçons de la chorale de l'église a pris part aux concerts de l'après-midi. L'orchestre était composé de 250 instruments, et Damrosch a sélectionné un grand nombre d'artistes solistes. Parmi les œuvres chorales jouées figuraient le Dettingen Te Deum et le Messie de Haendel ; La Tour de Babel de Rubinstein (en création) ; La Grande Messe des morts de Berlioz (création) ; et de Ludwig van Beethoven la neuvième symphonie. Le public était composé de 8 000 à 10 000 personnes à chaque concert. L'enthousiasme pour le concepteur de l'entreprise a abouti à une ovation de triomphe. Le grade de docteur en musique lui a été conféré par l'université de Columbia en 1880.
En 1883, Leopold Damrosch voyage à travers l'Ouest avec son orchestre. En septembre 1884, il commence une remarquable série de représentations d'opéra en tant que directeur général et chef d'orchestre du Metropolitan Opera de New York. L'entreprise avait connu des pertes financières pour la première saison consacrée à l'opéra italien, sous la direction d'Henri Abbey. Pour sa deuxième saison, Damrosch fut invité pour diriger l'orchestre dans le répertoire allemand. La société était composée de certains des plus grands artistes des théâtres d'opéra allemands et, en contraste avec le mode en vigueur jusque-là, chaque rôle, même le plus petit, a été soigneusement présenté. Sur l'ensemble, douze des opéras étaient des créations, dont les plus importants de Wagner, avec Tannhäuser, Lohengrin, et Die Walküre, ainsi que le Fidelio de  Beethoven. Ces concerts se sont avérés être les derniers de Damrosch. Il a effectué chaque interprétation, excepté la dernière semaine de sa vie, quand il fut pris d'un gros rhume dont il ne se remit jamais. Leopold Damrosch est mort à New York en 1885.
Ses fils, Frank Damrosch et Walter Johannes Damrosch, tous deux nés à Breslau, respectivement en 1859 et 1862, lui succédèrent comme chef d'orchestre de l'Oratorio Society de New York. Sa fille, Clara Mannes, fut professeur de musique. Ses petits-enfants furent artistes : Leopold Mannes, musicien, et Marya Mannes, écrivain.

## Œuvres
- Am Manzanares, op. 11 no. 10
- An, op. 8 no. 5
- An den Mond, op. 17 no. 4

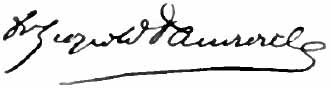
Signature de Leopold Damsrosch

- Bedeckt mich mit Blumen, op. 11 no. 7
- Bedeckt mich mit Blumen, op. 11 no. 3
- Bitte, op. 5 no. 1
- Cantatas 1 - 7
- Das Meer erstrahlt im Sonnenschein, op. 16 no. 1
- Dereinst, dereinst, op. 11 no. 4
- Dich lieb' ich inniglich, op. 7 no. 3 (E. Kern)
- Die blauen Frühlingsaugen, op. 13 no. 3
- Die du bist so schön und rein, op. 10 no. 3
- Es war ein alter König, op. 10 no. 4
- Frühling, op. 16 no. 2
- Frühlingslied, op. 6 no. 3
- Geh, Geliebter, geh jetzt!, op. 11 no. 6
- Hör' ich das Liedchen klingen, op. 10 no. 2
- Ich halte ihr die Augen zu, op. 16 no. 4
- Ich hatte einst ein schönes Vaterland, op. 13 no. 2
- Ich liebe dich, op. 8 no. 1
- In der Ferne, op. 10 no. 1
- Jedweder Geselle, sein Mädel im Arm, op. 16 no. 5
- Kalt und schneidend weht der Wind, op. 8 no. 8
- Kommen und Scheiden, op. 5 no. 4
- Liebesfrühling, op. 5 no. 5
- Liebesgruss, op. 14 no. 1 (Volkslieder (Folksongs))
- Lied des Fischerknaben
- Mädchen mit dem rotten Mündchen, op. 10 no. 6
- Mignon, op. 17 no. 2
- Nachhall, op. 5 no. 2 ((Ignaz) Julius Lasker)
- Nachtgesang, op. 17 no. 3
- Nähe des Geliebten, op. 17 no. 1
- Nelken wind' ich und Jasmin, op. 11 no. 5
- Schiller's "Joan of Arc"
- Siegfrieds Schwert
- Sulamith
- Symphony in A Major (1878)[5],[6]
- Trost, op. 8 no. 6 (Joseph Christian Freiherrn von Zedlitz)
- Concerto pour violon en ré mineur (pub. par Bote & Bock, 1878)[7]. L'un des au moins deux concertos pour violon du compositeur ; l'autre, également en ré mineur, date de 1874[5],[8].
- Von dem Rosenbusch, o Mutter, op. 11 no. 2
- Wandl' ich in dem Wald des Abends, op. 16 no. 3
- Wenn ich auf dem Lager liege, op. 10 no. 5
- Wenn ich ihn nur habe, op. 7 no. 2
- Wieder möcht' ich dir begegnen, op. 8 no. 9
- Zuléikha, op. 6 no. 2
- Zuversicht, op. 5 no. 3 ((Ignaz) Julius Lasker)